# رخصة جنو أفيرو العمومية
رخصة جنو أفيرو العمومية (بالإنجليزية: GNU Affero General Public License)‏ هي رخصة حرة، وتعتمد مبدأ الحقوق المتروكة نُشرَت من قبل مؤسسة البرمجيات الحرة في نوفمبر عام 2007، مبنيةً على رخصتي جنو العمومية الإصدار الثالث، ورخصة أفيرو العمومية.
توصي مؤسسة البرمجيات الحرة باستخدام هذه الرخصة مع البرمجيات التي ستعمل بشكل اعتيادي على الشبكة. قبلت مبادرة المصدر المفتوح رخصة جنو أفيرو العمومية كرخصة مفتوحة المصدر في شهر مارس عام 2008 بعد أن قامت شركة Funambol بتقديم تقبلها للرخصة من قبل مديرها التنفيذي فابريزيو كابوبيانكو (Fabrizio Capobianco)

## التاريخ
في عام 2000، وأثناء نقاش مشروع تجاري تعليمي خدمي إلكتروني، قابل هينري بول ريتشارد ستولمان في أمستردام حيث ناقشا ثغرة ASP في GPLv2؛ وعلى مدار الأشهر القادمة، ناقش ستولمان وبول حلولًا للمشكلة. في 2001، أنشأ بول شركة أفيرو المحدودة (وهي شركة خدمات وب)، واحتاج ترخيصاً يطالب بنشر شيفرة الجهات التي تستخدم شيفرة مشتقة من عمل أفيرو لإنشاء خدمات وب. اتصل بول ببرادلي كون وإبين موجلين من مؤسسة البرمجيات الحرة لأخذ نصيحة حول رخصة تغلق ثغرة ASP في GPLv2.
في أواخر فبراير 2002، اقترح كون استناداً إلى فكرة برنامج يطبع شيفرته المصدري، أن تُكمّل GPLv2 بالقسم الثاني الذي سيطالب الأعمال المشتقة بالإبقاء على خاصية «نزّل المصدر» التي ستقدم الكود المصدري الكامل. برر كون ذلك الطلب بوجود مطلب مماثل في GPL القسم 2 (c) الذي يطالب حفظ مزايا معينة من الموزعين والمعدلين الآخرين.
كتب كون وموجلين النص المقترح للقسم الجديد 2(d)، وعرضاه على بول، الذي استلم فيما بعد إذنا من مؤسسة البرمجيات الحرة لنشر نسخة معدلة من GPLv2 لهذا الغرض. في مارس 2002، نشرت أفيرو المحدودة رخصة أفيرو العمومية الأصلية (AGPLv1) لتستخدمها مع مشروع أفيرو وجعلت الرخصة الجديدة متاحة لاستخدام مطوري البرمجيات الخدمية.
فكّرت مؤسسة البرمجيات الحرة في تضمين إضافة AGPL إلى GPLv3 لكنها قررت في النهاية نشر رخصة منفصلة مماثلة تقريبا لGPLv3 لكن تحتوي زبادة شبيهة بغرض القسم 2(d) في AGPL. سُميت الرخصة الجديدة جنو أفيرو العمومية. يظهر اسم أفيرو العلاقة التاريخية بين الرخصتين. أعطيت جنو أفيرو رقم الإصدار 3 لتتكافأ مع GPLv3، وهي تختصر عادة إلى AGPLv3.
نشرت مؤسسة البرمجيات الحرة الإصدار الأخير من AGPLv3 في 19 نوفمبر 2007. ستيت هو أول نظام برمجي معروف بإصداره تحت AGPLv3 (في 21 نوفمبر 2007).

## التكامل مع رخصة جنو العمومية
كلتا الرخصتين (جنو أفيرو العمومية الإصدار الثالث وجنو العمومية الإصدار الثالث) تتضمنان بنوداً (في القسم الثالث عشر من كلتا الرخصتين) تُحقق معاً شكلاً من أشكال التوافق المتبادل. تسمح هذه البنود بوضوح بـ «نقل» عمل أُنشِئ عبر ربط شيفرة مرخصة بموجب إحداهما مع شيفرة مرخصة بموجب الرخصة الأخرى، بالرغم أن الرخصتين، على خلاف ذلك، لا تسمحان بإعادة الترخيص تحت بنود بعضهما البعض. و بهذه الطريقة، خُففت الحقوق المتروكة لكتا الرخصتين؛ للسماح بهذا الضم.

## أمثلة على برمجيات تستخدم رخصة جنو أفيرو العمومية
كان برنامج ستيت (Stet) أول نظام برمجيات معروف يُصدَر بموجب رخصة جنو أفيرو العمومية في 21 نوفمبر عام 2007، وهو البرنامج الوحيد المعروف لاستخدامه في إنتاج ترخيصها الخاص.
أشار مطور إطار فلاسك أرمين روناشر (Armin Ronacher) في عام 2013 أن رخصة جنو أفيرو العمومية هي «نجاح رهيب، وخاصةً للشركات الناشئة» كوسيلة «للترخيص التجاري المزدوج» كما أعطى مشاريع Humhub ،MongoDB ،OpenERP ،RethinkDB ،Shinken ،Slic3r ،SugarCRM ،WURFL كأمثلة.